# Dominic McLaughlin
Dominic McLaughlin (født 2014) er en skotsk børneskuespiller. Han er udset til at spille rollen som Harry Potter i HBO's tv-serie om Harry Potter med forventet premiere i 2026.
McLaughlin har gået på skuespillerskolen Performance Academy Scotland og har optrådt på teateret i Edinburgh i skuespillet Macbeth på Royal Highland Centre. Udover rollen som Harry Potter er han blevet castet til at optræde i to tv-film: komedien Grow på Sky og BBC's fantasyfilm Gifted, der foregår i Edinburgh og handler om en gruppe skotske teenagere, der opdager, at de har superkræfter.

## Roller

### TV
- Harry Potter (under produktion) - Harry Potter

### Film
- Grow (2025)
- Gifted (2025)